# Pápua papagájamandina
A pápua papagájamandina (Erythrura papuana) a madarak osztályának a verébalakúak (Passeriformes) rendjébe, ezen belül a díszpintyfélék (Estrildidae) családjába tartozó faj.

## Rendszerezése
A fajt Ernst Hartert német ornitológus írta le 1900-ban, a háromszínű papagájamandina (Erythrura trichroa) alfajaként  Erythrura trichroa papuana néven.

## Előfordulása
Új-Guinea szigetén, Indonézia és Pápua Új-Guinea területén honos. Természetes élőhelyei a szubtrópusi és trópusi síkvidéki és hegyi esőerdők. Állandó, nem vonuló faj.

## Megjelenése
Testhossza 15 centiméter, testtömege 17-24 gramm. A homloka és a fejének oldalai kék színűek. A test nagy részének tollai zöldek, felül sötétebb árnyalattal. A tojó kék maszkja kisebb, mint a hímé és halványabb.

## Életmódja
Gyümölcsökkel, magvakkal és rovarokkal táplálkozik.

## Természetvédelmi helyzete
Az elterjedési területe nagyon nagy, egyedszáma pedig stabil. A Természetvédelmi Világszövetség Vörös listáján nem fenyegetett fajként szerepel.